# 355P/LINEAR-NEAT
Pour les articles homonymes, voir Comète LINEAR-NEAT.
355P/LINEAR-NEAT est une comète périodique découverte le 4 octobre 2004 simultanément par les programmes de relevé astronomique Lincoln Near-Earth Asteroid Research (LINEAR) et Near Earth Asteroid Tracking (NEAT).
Sa période orbitale est de 6,46 ans. Si elle n'a pas été observée lors de son retour en 2011 à cause d'une conjonction avec le soleil, elle a été retrouvée le 21 juin 2017 avec le télescope OGS de l'ESA installé à l'observatoire du Teide.